# Anomala ardoini
Anomala ardoini är en skalbaggsart som beskrevs av Frey 1971. Anomala ardoini ingår i släktet Anomala och familjen Rutelidae. Inga underarter finns listade i Catalogue of Life.